# Arquidiocese da Beira
A Arquidiocese da Beira (latim: Archidioecesis Beirensis) é uma circunscrição eclesiástica latina da Igreja Católica em Moçambique, sede metropolitana da província eclesiástica da Beira. A arquidiocese tem o arcebispo Claudio Dalla Zuanna, S.C.I. como seu ordinário desde 29 de junho de 2012.

## História
Foi fundada em 4 de Setembro de 1940, sendo então papa o servo de Deus, Pio XII, dividindo a Prelazia Territorial de Moçambique em duas dioceses, uma com sede na cidade de Nampula e outra na cidade da Beira. A própria prelazia era elevada a Arquidiocese com sede em Lourenço Marques, hoje Maputo. Devido à Segunda Guerra Mundial a nova diocese não teve bispo diocesano por três anos, sendo governada por um administrador apostólico. No dia 21 de Abril de 1943 o papa finalmente nomeia o padre Sebastião Soares de Resende, um sacerdote da diocese do Porto e natural de Milheirós de Poiares  em Portugal, como seu primeiro bispo. Dom Sebastião veio a ser sagrado bispo a 15 de Agosto do mesmo ano. Reconhecendo a papel importante desta diocese, o João Paulo II eleva-a a Arquidiocese no dia 4 de Junho de 1984.
Quanto ao seu primeiro bispo, Dom Sebastião Soares de Resende foi diligente como pastor da diocese. Quando de realizou o Concilio Vaticano II, D. Sebastião foi escolhido para participar no Concilio. Esteve presente em todas as quatro sessões, desde 1962 até 1965. Ele foi "sem dúvida, aquele que interveio mais vezes e com boas intervenções," de todos os bispos de Moçambique e Portugal.
Actualmente a arquidiocese abrange uma área total de 78 018 km², num total de 1 336 000 habitantes, com 783 032 católicos, ou seja, 58,7% da população distribuída por 33 paróquias. O titular da Sé Catedral é Nossa Senhora do Rosário, com comemoração obrigatória no dia 7 de Outubro. Dom Jaime Pedro Gonçalves foi seu bispo diocesano desde 3 de Dezembro de1976, elevado a dignidade de Arcebispo a 4 de Junho de 1984, resignando em 14 de janeiro de 2012. Sucedeu-o Dom Claudio Dalla Zuanna, argentino de nascimento, em 29 de junho.

## Lista de Bispos
|                          | Nome                                        | Período      | Notas                     |
| Arcebispos               | Arcebispos                                  | Arcebispos   | Arcebispos                |
| ------------------------ | ------------------------------------------- | ------------ | ------------------------- |
| 2º                       | Claudio Dalla Zuanna, S.C.I.                | 2012 - atual |                           |
| 1º                       | Jaime Pedro Gonçalves                       | 1984-2012    |                           |
| Bispos                   |                                             |              |                           |
| 5º                       | Jaime Pedro Gonçalves                       | 1976-1984    |                           |
| 4º                       | Ernesto Gonçalves da Costa, O.F.M.          | 1974-1976    |                           |
| 3º                       | Altino Ribeiro de Santana                   | 1972-1973    |                           |
| 2º                       | Manuel Ferreira Cabral                      | 1967-1971    |                           |
| 1º                       | Sebastião Soares de Resende                 | 1943-1967    |                           |
| Bispo coadjutor          |                                             |              |                           |
|                          | Jaime Pedro Gonçalves                       | 1975-1976    |                           |
| Bispos-auxiliares        |                                             |              |                           |
|                          | António Manuel Bogaio Constantino, M.C.C.J. | 2022-atual   |                           |
|                          | Francisco João Silota, M. Afr.              | 1988-1990    | Nomeado Bispo de Chimoio  |
| Administrador apostólico |                                             |              |                           |
|                          | João Carlos Hatoa Nunes                     | 2012         | -Bispo auxiliar de Maputo |